# Tyrannochthonius suppressalis
Tyrannochthonius suppressalis es una especie de arácnido  del orden Pseudoscorpionida de la familia Chthoniidae.

## Distribución geográfica
Se encuentra en Corea del Sur.